# Резолюция Совета Безопасности ООН 1056
Резолюция Совета Безопасности Организации Объединённых Наций 1056 (код — S/RES/1056), принятая 29 мая 1996 года, подтвердив все предыдущие резолюции по Западной Сахаре, Совет Безопасности ООН обсудил План урегулирования для Западной Сахары, включая приостановку процесса идентификации избирателей, и продлил мандат Миссии ООН по проведению референдума в Западной Сахаре (МООНРЗС) до 30 ноября 1996 года.
Совет Безопасности подчеркнул важность прекращения огня как части мирного плана ООН. Несмотря на трудности, в настоящее время определено более 60 000 избирателей для участия в референдуме о самоопределении. Для достижения дальнейшего прогресса Совет заявил, что у обеих сторон есть видение периода после референдума.
Совет вновь подтвердил свою приверженность проведению референдума о самоопределении народа Западной Сахары в соответствии с Планом урегулирования. Он выразил сожаление, что стороны не хотят сотрудничать с МООНРЗС, чтобы позволить ей завершить идентификацию избирателей, и поэтому процесс был приостановлен. Резолюция согласилась с рекомендацией Генерального секретаря ООН Бутроса Бутроса-Гали о сокращении военного компонента МООНРЗС на 20 %, поскольку это не повлияет на оперативный потенциал миротворческих сил. Совет Безопасности был удовлетворен тем, что стороны соблюдают режим прекращения огня, и попросил их проявить добрую волю, освободив политических заключенных, и ускорить реализацию мирного плана.
Предложение Генерального секретаря сохранить политическое бюро для продолжения диалога между сторонами было поддержано.[2] Продлив мандат МООНРЗС до 30 ноября 1996 года, Совет подчеркнул, что если между Марокко и Фронтом Полисарио не будет достигнут прогресс, будет рассмотрен вопрос о дальнейшем сокращении МООНРЗС. Однако возобновление процесса идентификации будет поддержано в случае достижения прогресса. Наконец, в заключение резолюции Совет просил Генерального секретаря представить доклад о выполнении настоящей резолюции к 10 ноября 1996 года.